# Zodarion rhodiense
Zodarion rhodiense là một loài nhện trong họ Zodariidae.
Loài này thuộc chi Zodarion. Zodarion rhodiense được Lodovico di Caporiacco miêu tả năm 1948.